# Anoctus rasilis
Anoctus rasilis är en skalbaggsart som beskrevs av Antoine Boucomont 1921. Anoctus rasilis ingår i släktet Anoctus och familjen bladhorningar. Inga underarter finns listade i Catalogue of Life.